# Timothy Spall
Timothy Leonard Spall (OBE, sinh ngày 27/2/1957) là nam diễn viên, MC người Anh. Spall từng tham gia phim điện ảnh Secrets & Lies (1996) và nhận đựoc một giải BAFTA cho Nam chính xuất sắc nhất. Một vài phim khác có sự góp mặt của ông là Hamlet (1996), Still Crazy (1998), Nicholas Nickleby (2002), The Last Samurai (2003), Enchanted (2007), Sweeney Todd: The Demon Barber of Fleet Street (2007), The Damned United (2009), The King's Speech (2010), Ginger and Rosa (2012), Denial (2016) và The Party (2017). Ông cũng từng lồng tiếng cho vai chú chuột Nick trong Chicken Run (2000). Trong sê-ri Harry Potter, Spall thủ vai Peter Pettigrew suốt năm phần phim, từ Prisoner of Azkaban (2004) tới Deathly Hallows – Phần 1 (2010).

## Thời thơ ấu
Spall sinh năm 1957 tại Battersea, London, là người con thứ ba trong một gia đình có bốn anh em trai. Mẹ ông là Sylvia R. ( nhũ danh Leonard), một thợ làm tóc, còn cha ông, Joseph L. Spall, là một nhân viên bưu điện.

## Đời tư
Spall và vợ, Shane, sinh được ba người con: Pascale (sinh 1976), Rafe (sinh 1983), cũng là diễn viên, và Mercedes (sinh 1985). Ông hiện sống tại Forest Hill, London.

## Sự nghiệp diễn xuất

### Điện ảnh
| Năm  | Tên phim                                 | Vai diễn         | Ghi chú    |
| ---- | ---------------------------------------- | ---------------- | ---------- |
| 2000 | Phi đội gà bay                           | Chuột Nick       | Lồng tiếng |
| 2004 | Harry Potter và Tên tù nhân ngục Azkaban | Peter Pettigrew  |            |
| 2005 | Harry Potter và Chiếc cốc lửa            | Peter Pettigrew  |            |
| 2007 | Harry Potter và Hội Phượng hoàng         | Peter Pettigrew  |            |
| 2007 | Chuyện thần tiên ở New York              | Nathaniel        |            |
| 2009 | Harry Potter và Hoàng tử lai             | Peter Pettigrew  |            |
| 2010 | Harry Potter và Bảo bối Tử thần – Phần 1 | Peter Pettigrew  |            |
| 2014 | Mr. Turner                               | J. M. W. Turner  |            |
| 2021 | Spencer                                  | Thiếu tá Gregory |            |